# بیورکه
بیورکه (به سوئدی: Björke) یک منطقه مسکونی است که در بخش یوله شهرستان یولبوری در کشور سوئد واقع شده است. جمعیت بیورکه در پایان سال ۲۰۱۰ بالغ بر ۳۴۹ نفر بوده است.